# Mete Basmacı
Mete Basmacı (* 1. Januar 1939 in Istanbul) ist ein türkischer Fußballspieler.

## Karriere
Mete Basmacı begann seine Karriere bei Adalet SK. Nach einer Saison bei Adalet SK wechselte Basmacı zu Galatasaray Istanbul. Der Stürmer spielte für Galatasaray vier Jahre lang und feierte in der Saison 1961/62 mit seinen Mannschaftskameraden die erste türkische Meisterschaft der Vereinsgeschichte.
Nach diesem Erfolg wechselte Mete Basmacı zu Vefa Istanbul. Vefa Istanbul beendete die Saison auf einem Abstiegsplatz und der Stürmer verließ Vefa und spielte fortan für Kasımpaşa Istanbul. Mit Kasımpaşa Istanbul stieg er ebenfalls ab. Er wechselte ein letztes Mal seinen Verein und spielte für Taksim SK. Im Sommer 1968 beendete er seine Karriere.

## Erfolge
Galatasaray Istanbul
- Türkischer Meister: 1962